# آدم سميث (سياسي)
آدم سميث (بالإنجليزية: Adam Smith)‏ هو سياسي أمريكي، ولد في 1977. حزبياً، نشط في الحزب الديمقراطي.